# Trichurus dendrocephalus
Trichurus dendrocephalus är en svampart som beskrevs av Udagawa, Y. Horie & Abdullah 1985. Trichurus dendrocephalus ingår i släktet Trichurus och familjen Microascaceae.   Inga underarter finns listade i Catalogue of Life.